# Delta Circini
Delta Circini (δ Cir, δ Circini) é um sistema estelar triplo na constelação de Circinus. Tem uma magnitude aparente visual combinada de 5,09, sendo visível a olho nu em boas condições de visualização. Com base em medições de paralaxe, do segundo lançamento do catálogo Gaia, está localizada a uma grande distância da Terra, de aproximadamente 2 100 anos-luz (640 parsecs), com uma margem de erro de 230 anos-luz (70 parsecs). O sistema Delta Circini é composto por uma binária espectroscópica de linha dupla e uma terceira estrela mais afastada.
A binária espectroscópica é formada por duas estrelas de classe O, uma classe rara de estrelas muito quentes e luminosas, com tipo espectral de O7 III-V e O9.5 V e temperatura efetiva de 34 000 e 29 000 K, a qual lhes dá o brilho de cor azul típico de estrelas dessa classe. Possuem uma massa de 23,6 e 13,2 vezes a massa solar e raio de 9,20 e 5,73 vezes o raio solar. A estrela primária corresponde a 64% da luminosidade do sistema e a secundária a 19%. O par central forma também uma binária eclipsante, causando uma variação de 0,154 na magnitude do sistema conforme uma estrela passa na frente da outra na linha de visão da Terra. A órbita das duas estrelas tem período de 3,902 dias (que é igual ao período da variação de magnitude), excentricidade de 0,06 e inclinação de 76°.
A terceira estrela é uma estrela de classe B da sequência principal com tipo espectral de B0.5 V e temperatura efetiva de 28 000 K. Sua massa é de 18,7 vezes a massa solar e sua luminosidade corresponde a 17% da total do sistema. Orbita o par central com um período de 1 644 dias, excentricidade de 0,42 e semieixo maior de 10 UA. Existem indícios de que seja uma binária.